# Calliphylla
Calliphylla är ett släkte av fjärilar. Calliphylla ingår i familjen stävmalar.
Kladogram enligt Catalogue of Life:
| Calliphylla | \| \| Calliphylla armatovalva \| \| \| \| \| \| Calliphylla retusa \| \| \| \| |
|             | \| \| Calliphylla armatovalva \| \| \| \| \| \| Calliphylla retusa \| \| \| \| |
|             | Calliphylla armatovalva                                                        |
|             |                                                                                |
|             | Calliphylla retusa                                                             |
|             |                                                                                |